# Amer Osmanagić
Amer Osmanagić (* 7. května 1989, Loznica, SFR Jugoslávie) je bosenský fotbalový záložník a bývalý mládežnický reprezentant.

## Klubová kariéra
Mimo Bosny a Hercegoviny hrál v Srbsku, Polsku a Norsku.
V červnu 2014 se objevil na testech v českém klubu FC Vysočina Jihlava.

## Reprezentační kariéra
Osmanagić hrál za bosenské reprezentační výběry U17, U19 a U21.